# TV Culturas
TV Culturas es un canal boliviano de televisión por suscripción cuya programación se basa en programas educativos y culturales. Es propiedad del Ministerio de Cultura de Bolivia.

## Historia

### Primera etapa
Fue fundado el 15 de julio de 2013 por el entonces ministro de Culturas Pablo Groux. En sus inicios se emitía con 17 espacios de programación dedicados a la cultura y el turismo.
Los programas no tenían conductores, ya que la mayoría de su programación se basaba en documentales y eventos en vivo.
En uno de sus programas, mostraron documentales de los personajes de Bolivia, entre ellos el primer entrevistado fue el paceño Nicolás Suárez y al guitarrista Piraí Vaca.
Actualmente, la programación se transmite en circuito cerrado. El día 19 de septiembre de 2013, se hizo disponible en Multivisión en las regiones donde operaba, ocupando una franja de cuatro horas (19 a 23) en el Canal Guía del operador. Hasta ese entonces, su señal se veía exclusivamente por COTEL.
El canal distribuye contenidos del Museo de Etnografía y Folclore (Musef), la productora Nicobis, la distribuidora Yaneramai, el Centro de Formación y Realización Cinematográfica (Cefrec) y la cesión de derechos de siete directores cineastas nacionales.

### Disolución de ministerios y cierre del canal
El 4 de junio, en la gestión de Jeanine Áñez, por decreto supremo se eliminan los tres ministerios, entre ellos el Ministerio de Culturas y Turismo, siendo el Viceministerio de Interculturalidad el que responsabilizaría lo que dejó el extinto ministerio. Tras semanas de un descuido y falta de una autoridad designada, el canal cerro sus transmisiones el 10 de julio de 2020.

### Relanzamiento (2020-presente)

#### Gobierno de Luis Arce
El 4 de noviembre de 2020, se anunció el relanzamiento del canal, pero bajo el nombre de TV Culturas, Educación y Deportes, dejando a Bolivia TV 7.2 como canal paralelo del primero, el canal tenía el objetivo de parte del Ministerio de Educación de crear contenido original, asimismo de dar enfoque educativo, y realizar "educación a distancia".
Más tarde, el 21 de enero de 2021, la ministra de Culturas Sabina Orellana informo que relanzaría el canal, con el objetivo de ser instrumento de teleducación para las clases a distancia.

## Programación
Su programación se basa en programas culturales, de turismo, eventos en vivo y documentales.
- EducaBolivia: Programa estatal, relacionado con la tele-educación producida por el Ministerio de Educación. Emitida en sindicación desde el 1 de febrero.
- Ciudad Museo: Programa que relata el recorrido por los Museos de Bolivia. Emitida anteriormente en Bolivia TV.